# ビャルニ・ベネディクトソン (1970年生の政治家)
ビャルニ・ベネディクトソン（アイスランド語: Bjarni Benediktsson、1970年1月26日 - ）は、アイスランドの政治家。現在、独立党党首を務める。首相を2度務めた。
アイスランド大学で法学の学位を取得後、ドイツとアメリカ合衆国で学業を続けた。修了後、アイスランドに戻り法曹として働く。2003年に政界に入った。
2013年4月28日の総選挙で、自身が党首を務める独立党は議席を大きく回復、進歩党と連立政権樹立で合意した。前回2009年4月26日の総選挙で敗北した際は「我々はこの時間を失ったが、後にもう一度勝利するだろう」と語っていた。その後、独立党は2016年の選挙で21議席を獲得し、進歩党は8議席を獲得した。この結果を受け、進歩党所属のシーグルズル首相は辞任した。 2017年1月、独立党、改革党、明るい未来による連立政権が結成され、ビャルニは新首相に就任することとなった。しかしビャルニの父親が、有罪判決を受けた小児性愛の元受刑者の名誉回復を求める推薦状に署名していたことが判明し、同年9月16日に退陣を表明、10月29日の総選挙で独立党は16議席を獲得し第1党を守ったものの前回の21議席から減らした。
2024年4月9日にはカトリーン首相の辞任に伴い、ビャルニが2度目の首相の座に就いた。同年10月13日、3党による連立政権を解消すると発表。政権内で難民問題やエネルギー政策などを巡る意見対立があったと説明した。11月30日に総選挙が行われ、独立党は14議席と前回の16議席からさらに減らした。社会民主同盟など3党による連立政権が発足し、同党党首のクリストルン・フロスタドッティルが首相に就任した。
妻と4人の子供がいる。趣味はサッカーと釣り。